# Kodūr-e Bālā
Kodūr-e Bālā (persiska: کدور بالا, Kodūr) är en ort i Iran.   Den ligger i provinsen Kerman, i den sydöstra delen av landet, 1 000 km sydost om huvudstaden Teheran. Kodūr-e Bālā ligger 726 meter över havet och antalet invånare är 331.
Terrängen runt Kodūr-e Bālā är platt. Runt Kodūr-e Bālā är det glesbefolkat, med 14 invånare per kvadratkilometer. Närmaste större samhälle är Fahraj, 9,4 km öster om Kodūr-e Bālā. Trakten runt Kodūr-e Bālā är ofruktbar med lite eller ingen växtlighet.